# IC 3927
IC 3927 — галактика типу E/SB0 () у сузір'ї Гідра.
Цей об'єкт міститься в оригінальній редакції індексного каталогу.